# 관보
관보(官報)는 새로운 법의 공표나 정부의 정책 결정을 고시하는 공식적인 문서이다.
관보를 뜻하는 영어 단어 gazette는 베네치아 공화국 시민들이 이탈리아의 신문을 사기 위해 썼던 동전의 별칭이었다. 그런데 이 명칭이 신문을 지칭하는 용어가 되면서 훗날 영어권으로 유입된다. 지금도 영어권 국가에서 이 단어는 정부 고시문을 지칭하는 말로도 쓰이며, 그 시초는 1665년 처음 발행됐던 런던 가제트이다. 옥스퍼드 가제트로 불리며 발행됐던 런던 가제트는 1주일에 2번씩 간행됐던 관보의 일종이었고, 옥스퍼드 대학교에서는 학보로서의 기능을 수행했다.
여러 국가에서는 정부 공식 관보를 발효에 앞서 발행하는데 대한민국을 비롯한 여러 국가가 행정부 및 국회, 관청의 결정 사항을 관보 혹은 비슷한 형태로 공시한다.
세계 최초의 관보는 중국 송나라가 5일마다 발행한 조보(朝報)인데, 이는 당 현종 때 궁중의 동정과 조정의 소식을 알리는 저보(邸報)를 계승한 것이다.

## 나라별 관보

### 대한민국
대한민국의 관보는 1948년부터 발행되기 시작한 것으로 대한민국 행정안전부가 관련 업무를 담당한다.
1894년부터 1910년 사이에 조선, 대한제국에서도 관보를 발행한 바 있다.

### 일본
일본의 관보(官報)는 1883년부터 발행되기 시작한 것으로 일본 국립인쇄국이 관련 업무를 담당한다.

### 독일
독일의 연방법령관보(Bundesgesetzblatte)는 1부와 2부로 구분되는데, 1부는 연방법률·명령·연방대통령의 명령 및 포고 등을, 2부는 국제법상의 협약과 관련 법규·공시를 게재한다.

### 미국

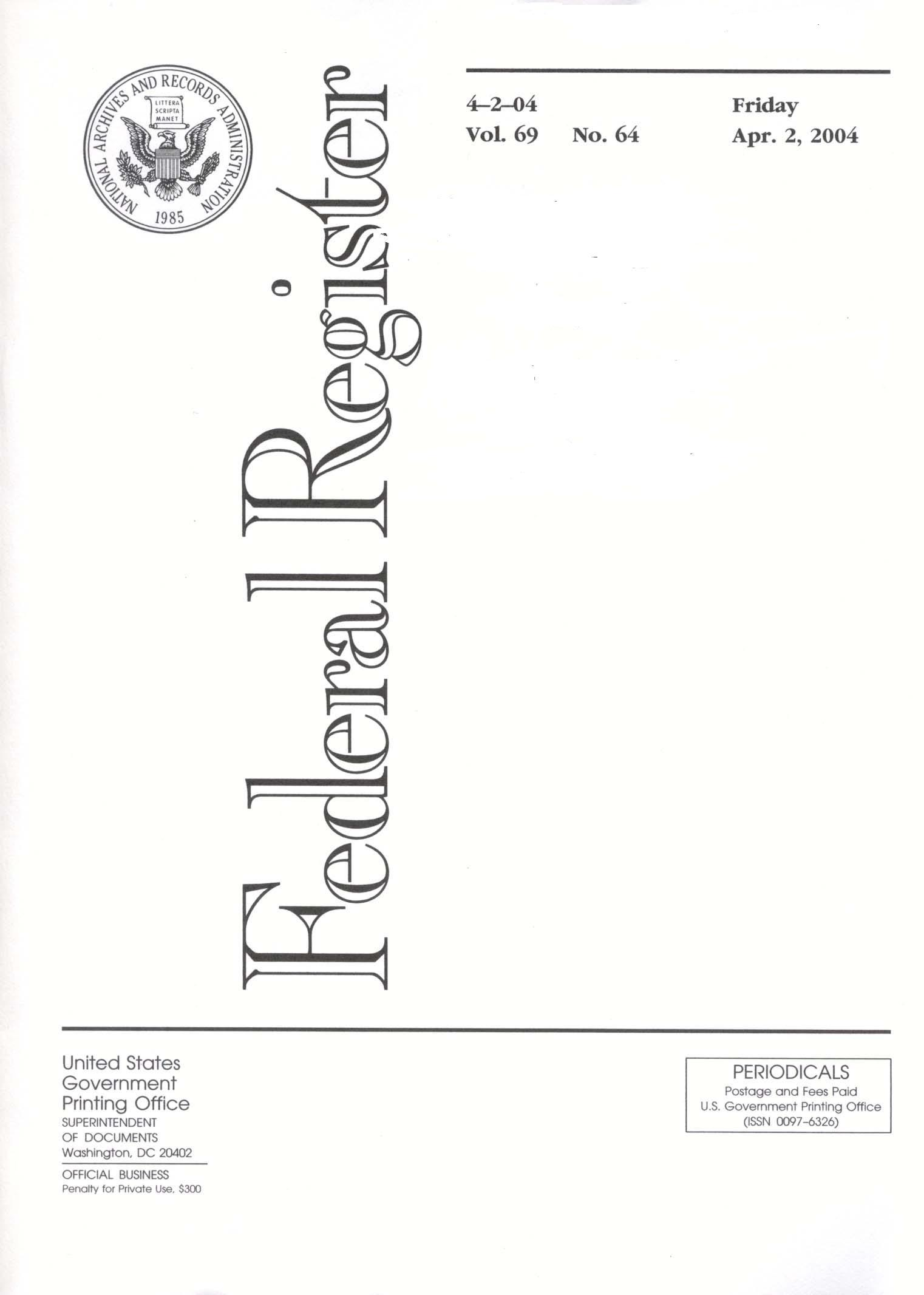
연방관보 표지

미국의 연방관보(Federal Register)는 미국 국립문서기록관리청 소속 연방관보사무국(Office of the Federal Register)이 편집하고 미국 정부 인쇄국이 출판하는 관보이다. 1935년의 연방관보법에 의해 1936년 3월 14일에 처음 발간되었으며, 1945년의 행정수속법에 의해 개편되었다.
새로운 규칙의 제정이나 기존 규칙의 개정 등에 대한 내용을 담고 있으며, 대통령문서(Presidential Documents), 규칙과 규제(Rules and Regulations), 규칙안(Proposed Rules), 고시(Notices)의 네 부분으로 구분된다.